# Absdorf-Hippersdorf
Absdorf-Hippersdorf (niem. Bahnhof Absdorf-Hippersdorf) – stacja kolejowa w Absdorf, w kraju związkowym Dolna Austria, w Austrii. Jest ważnym węzłem kolejowym na Franz-Josefs-Bahn biegnącej z Wiednia do Gmünd.

## Historia
Stacja Absdorf-Hippersdorf została otwarta w listopadzie 1870 roku na linii jednotorowej. Linia kolejowa do Krems została otwarta w 1872. Kolejna linia do Stockerau, została otwarta w 1904 roku.

## Infrastruktura
Od czasu całkowitej modernizacji dworca w latach 2010–2012 dostęp do pociągów jest teraz możliwy bez żadnych przeszkód. Wszystkie perony są wyposażone w nowoczesne urządzenia, takie jak dynamiczna informacja pasażerska. Stacja ma 2 perony wyspowe, które połączone są przejściem podziemnym, wyposażonym w windy.
Tory 1 i 4 są wykorzystywane przez S-Bahn w Wiedniu, tory 2 i 3 obsługują ruch tranzytowy w kierunku Waldviertel i Wiednia.
Stacja ma parking P+R na południe od torów z 260 darmowymi miejscami parkingowymi. Ponadto przy dworcu znajduje się przystanek autobusowy.

## Linie kolejowe
- Linia Franz-Josefs-Bahn
- Linia Absdorf-Hippersdorf – Stockerau
- Linia Absdorf-Hippersdorf – Krems an der Donau

## Połączenia
| Linia | Trasa | Częstotliwość (min) | Uwagi                         |
| ----- | --- | ------------------- | ----------------------------- |
| REX   | Wien FJBf – Tulln/Donau – Absdorf-Hippersdorf – Krems/Donau | ~60                 | w godzinach szczytu 30 min    |
| REX   | Wien FJBf – Tulln/Donau – Absdorf-Hippersdorf – Sigmundsherberg – Gmünd – Ceske Velenice | ~60/120             | w godzinach szczytu 30/60 min |
| S4    | Wiener Neustadt Hbf – Baden – Wien Meidling – Wien Matzleinsdorfer Platz – Wien Hauptbahnhof 1-2 – Wien Quartier Belvedere – Wien Rennweg – Wien Mitte – Wien Praterstern – Wien Traisengasse – Wien Handelskai – Wien Floridsdorf – Stockerau – Absdorf-Hippersdorf (– Tulln Stadt – Tullnerfeld) | ~60/120             |                               |